# 11958 Galiani
11958 Galiani è un asteroide della fascia principale. Scoperto nel 1994, presenta un'orbita caratterizzata da un semiasse maggiore pari a 2,2899508 UA e da un'eccentricità di 0,1446999, inclinata di 6,00126° rispetto all'eclittica.